# Struthanthus marginatus
Struthanthus marginatus är en tvåhjärtbladig växtart som först beskrevs av Louis Auguste Joseph Desrousseaux, och fick sitt nu gällande namn av Carl Ludwig von Blume. Struthanthus marginatus ingår i släktet Struthanthus och familjen Loranthaceae. Utöver nominatformen finns också underarten S. m. friburgensis.